# Championnat d'Uruguay de football 1909
Navigation
Édition précédente Édition suivante
| \| Montevideo: · Central · CURCC · Athletic Montevideo · Nacional · Wanderers · Colón · River Plate · Dublin · Bristol · French · Oriental Montevideo \| Localisation des clubs engagés dans le championnat. |
| Montevideo: · Central · CURCC · Athletic Montevideo · Nacional · Wanderers · Colón · River Plate · Dublin · Bristol · French · Oriental Montevideo                                                           |

La 9e édition du championnat d'Uruguay de football est remportée par le Montevideo Wanderers. C’est le deuxième titre de champion du club. Les Wanderers l’emportent avec 1 point d’avance sur le CURCC. River Plate Football Club complète le podium. 
Le championnat passe de 10 à 11 équipes.Intrépido a été relégué en deuxième division. Il est remplacé par le Colón Fútbol Club et Oriental.
Tous les clubs participant au championnat sont basés dans l’agglomération de Montevideo.

## Les clubs de l'édition 1909
| Club                                 | Stade         | Capacité | Ville      |
| ------------------------------------ | ------------- | -------- | ---------- |
| Bristol Football Club                | -             | -        | Montevideo |
| Central Español Fútbol Club          | -             | -        | Montevideo |
| Central Uruguay Railway Cricket Club | Villa Peñarol | -        | Montevideo |
| Colón Fútbol Club                    | -             | -        | Montevideo |
| Athletic Montevideo                  | -             | -        | Montevideo |
| Dublin Football Club                 | -             | -        | Montevideo |
| French Football Club                 | -             | -        | Montevideo |
| Montevideo Wanderers Fútbol Club     | -             | -        | Montevideo |
| Club Nacional de Football            | -             | -        | Montevideo |
| Oriental                             | -             | -        | Montevideo |
| River Plate Football Club            | -             | -        | Montevideo |

## Compétition

### Classement
Le classement est établi sur le barème de points suivant : victoire à 2 points, match nul à 1, défaite à 0.
| Rang | Équipe                      | Pts | J  | G  | N | P  | Bp | Bc | Diff |
| ---- | --------------------------- | --- | -- | -- | - | -- | -- | -- | ---- |
| 1    | Montevideo Wanderers        | 35  | 20 | 17 | 1 | 2  | 46 | 10 | +36  |
| 2    | CURCC                       | 34  | 20 | 15 | 4 | 1  | 34 | 16 | +18  |
| 3    | River Plate T               | 32  | 20 | 15 | 2 | 3  | 44 | 18 | +26  |
| 4    | Club Nacional de Football   | 29  | 20 | 14 | 1 | 5  | 42 | 18 | +24  |
| 5    | Dublin Football Club        | 23  | 20 | 10 | 3 | 7  | 40 | 33 | +7   |
| 6    | Central Español Fútbol Club | 16  | 20 | 7  | 2 | 11 | 24 | 31 | -7   |
| 7    | Bristol Football Club       | 15  | 20 | 5  | 5 | 10 | 28 | 40 | -12  |
| 8    | Colón Fútbol Club           | 13  | 20 | 5  | 3 | 12 | 27 | 37 | -10  |
| 9    | Athletic Montevideo         | 11  | 20 | 3  | 5 | 12 | 22 | 39 | -17  |
| 10   | French Football Club        | 8   | 18 | 3  | 2 | 15 | 18 | 55 | -37  |
| 11   | Oriental                    | 4   | 18 | 1  | 2 | 17 | 18 | 46 | -28  |

| Légende : Qualifications et relégations | Légende : Qualifications et relégations |
| --------------------------------------- | --------------------------------------- |
|                                         | Champion d’Uruguay                      |
|                                         | Relégation en deuxième division         |
|                                         | T : Tenant du titre P : Promus          |

## Bilan de la saison
| Championnat d'Uruguay de football 1909                             |                                 |
| Champion                                                           | Montevideo Wanderers (2e titre) |
| Promotions et relégations                                          |                                 |
| Promus en Primera División                                         | Libertad                        |
| Relégués en Championnat d'Uruguay de football de deuxième division | Colón Fútbol Club Oriental      |